# Steve Took
Steve Peregrin Took (Londres, 28 de julho de 1949 — Londres, 27 de outubro de 1980) foi um compositor, baterista e guitarrista britânico, co-fundador da banda T. Rex com o cantor Marc Bolan (1947-1977).
Depois de romper com Bolan, concentrou-se nas suas próprias atividades como compositor. Morreu sufocado com a cereja de um cocktail, consequência provável de consumo de morfina e cogumelos alucinógenos.

## Discografia
- 1970: Mona – The Carnivorous Circus, disco de Mick Farren apresentando a Steve Took como «Shagrat the Vagrant» (Transatlantic Records).
- 1971: Think Pink, disco de Twink (apresenta duas canções de Took, gravadas no verão de 1969, Sire Records).
- 1990: Amanda, single de Shagrat 7”, b/w Peppermint Flickstick (Shagrat Records, distributed by Pyg Track).
- 1992: Steve Took's Shagrat: “Nothing Exceeds Like Excess”, disco EP de 12”, capa de Edward Barker (Shagrat Records, distribuído por Pyg Track).
- 1995: Steve Peregrine Took: “The Missing Link to Tyrannosaurus Rex” CD (Cleopatra), relançando em 2002 como Crazy Diamond CD (Voiceprint).
- 2001: Steve Peregrine Took's Shagrat: “Lone Star”, CD (Captain Trip).
- 2001: Shagrat: “Pink Jackets Required”, CD (Get Back).
- 2004: Steve Took's Horns: “Blow It!!! The All New Adventures of Steve Took's Horns”, CD (Cherry Red Records).